# Eric Ersson i Arnebo
Eric Ersson i riksdagen kallad Ersson i Arnebo, född 11 januari 1829 i Västerlövsta församling, Västmanlands län, död 23 februari 1896 i Stockholm (folkbokförd i Västerlövsta församling, Västmanlands län), var en svensk hemmansägare och politiker. Han var ledamot av riksdagens andra kammare invald i Västmanlands östra domsagas valkrets.